# Grote Scheldeprijs 1969
Il Grote Scheldeprijs 1969, cinquantacinquesima edizione della corsa, si svolse il 29 luglio per un percorso di 241 km, con partenza ed arrivo a Schoten. Fu vinto dal belga Walter Godefroot della squadra Flandria-De Clercq-Kruger davanti al connazionale Roger De Vlaeminck e all'olandese Rini Wagtmans.

## Ordine d'arrivo (Top 10)
| Pos. | Corridore          | Squadra                          | Tempo    |
| ---- | ------------------ | -------------------------------- | -------- |
| 1    | Walter Godefroot   | Flandria-De Clercq-Kruger        | 5h35'00" |
| 2    | Roger De Vlaeminck | Flandria-De Clercq-Kruger        | a 45"    |
| 3    | Rini Wagtmans      | Willem II-Gazelle                | a 47"    |
| 4    | Christian Callens  | Pull Over Centrale-Tasmanie-Novy | a 1'00"  |
| 5    | Etienne Buysse     | Pull Over Centrale-Tasmanie-Novy | a 1'30"  |
| 6    | Tony Houbrechts    | Flandria-De Clercq-Kruger        | a 1'40"  |
| 7    | Victor Van Schil   | Faema-Faemino                    | s.t.     |
| 8    | Frans Verstraeten  | Okay Whisky-Diamant -Geens       | s.t.     |
| 9    | Eddy Reyniers      | Mann-Grundig                     | s.t.     |
| 10   | Hubert Hutsebaut   | Flandria-De Clercq-Kruger        | s.t.     |